# Эняйярви-Хаавио, Эльса
Эльса Элина Эняйярви-Хаавио, урождённая Эклунд (фин. Elsa Elina Enäjärvi-Haavio, o.s. Eklund, 1901—1951) — финская фольклористка, общественный деятель. Первая в Финляндии женщина, ставшая доктором фольклористики. За свою недолгую жизнь она успела реализовать себя и как мать, и как учёный-исследователь, и как общественный деятель.

## Биография
Эльса Элина Эклунд родилась в семье торговца 14 октября 1901 года в общине Вихти провинции Уусимаа. В 1919 году, сдав экзамен на аттестат зрелости, Эльса начала учиться в Хельсинкском университете, изучая математику, физику и химию, однако вскоре перешла на историко-филологический факультет, здесь она изучала литературу Финляндии, финский язык, историю Финляндии и Скандинавии. В 1920 году она познакомилась с поэтом Мартти Хаавио, который заинтересовал её изучением фольклора.

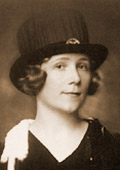
Эльса Эняйярви-Хаавио в церемониальном головном уборе в день присвоения ей звания доктора фольклористики Хельсинкского университета (1932)

По её собственным словам, в 1920-е годы она была женщиной-учёным новой эпохи, независимой движущей силой, «мощным феминистским субъектом».
Свою девичью фамилию Эклунд она в 1922 году поменяла на Эняйярви, а в 1929 году, когда вышла замуж, — на Эняйярви-Хаавио.
В 1932 году она стала первой женщиной в Финляндии, которая защитила докторскую диссертацию в области фольклористики. Занималась финской и сравнительной народной поэзией. Изучала народные песни и народную поэзию, игры и представления, а также обычаи и верования, связанные с ежегодными праздниками — рождеством и масленицей.
Выступала в печати как литературный и театральный критик, печаталась во многих журналах. Много публиковалась, выступала и давала многочисленные интервью на тему «женщина в науке». Эняйярви считала, что эпоха первого поколения женщин-учёных, обычно незамужних и бездетных, уже проходит. Женщины нового поколения, по её мнению, уже вполне успешно могут совмещать своё «женское призвание» с высокоинтеллектуальной работой. В качестве наиболее яркого примера такого совмещения она приводила свою семью, в которой росли пятеро детей, а жена и муж были не только супругами и родителями, но и равноправными учёными-партнёрами. Перевела со шведского на финский и подготовила к печати вышедшую в 1933 году книгу воспоминаний Эммы Острём — первой женщины в Финляндии, получившая в 1882 году диплом об окончании высшего учебного заведения (1882).

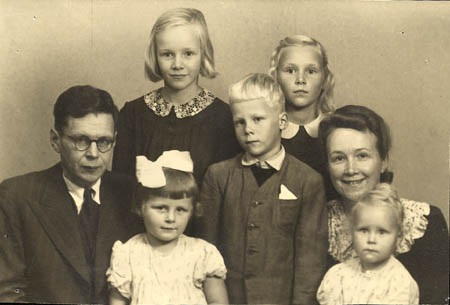
Эльса с мужем и всеми детьми (1944)

Была избрана депутатом в городской совет Хельсинки. На президентских выборах была членом коллегии выборщиков. Она была также активным членом финской общенациональной благотворительной и правозащитной организации «Ассоциация населения».

## Семья
В 1929 году вышла замуж за поэта и фольклориста Мартти Хенрикки Хаавио. Он был известным учёным, занимал должность профессора. У них было пятеро детей.